# Districtul Proszowice
Județul Proszowice (în poloneză Powiat proszowicki) este o unitate teritorial-administrativă și administrație locală (powiat) în voievodatul Polonia Mică, sudul Poloniei.
Județul a fost înființat în data de 1 ianuarie 1999 ca rezultat al reformelor poloneze locale adoptate în anul 1998. Sediul administrativ al județului și cel mai mare oraș este Proszowice care este la 31 km la nord-est de capitala regională Cracovia. În județ mai există un singur oraș, Nowe Brezesko.
Județul are o suprafață de 414.57 km pătrați. În 2006 populația totală a județului era de 43441, din care populația orașului Proszowice a fost de 6.205 persoane, populația din mediul rural a fost de 37.236 persoane.

## Județe învecinate
Județul Proszowice se învecinează:
- spre nord-vest cu județul Miechów
- la est cu județul Kazimierza și județul Tarnów
- la sud și vest cu județul Cracovia
- la sud-est cu județul Brzesko
- la sud cu județul Bochnia

## Diviziunile administrative
Județul este împărțit în șase comune (gmina)  (două urban-rurale și patru rurale). Acestea sunt prezentate în tabelul de mai jos, în ordinea descrescătoare a populației.
| Comuna              | Tip         | Suprafața (km²) | Populația (2006) | Sediu        |
| Comuna Proszowice   | urban-rural | 99.8            | 16,188           | Proszowice   |
| Comuna Koniusza     | rural       | 88.5            | 8,663            | Koniusza     |
| Comuna Nowe Brzesko | urban-rural | 54.5            | 5,769            | Nowe Brzesko |
| Comuna Koszyce      | rural       | 66.0            | 5,649            | Koszyce      |
| Comuna Pałecznica   | rural       | 48.0            | 3,730            | Pałecznica   |
| Comuna Radziemice   | rural       | 57.9            | 3,442            | Radziemice   |